# Раїна Вишневецька
Раї́на Вишневе́цька (Могиля́нка) (бл. 1589 — 1619, м. Вишнівець, нині смт Збаразького району Тернопільської області) — меценатка XVII століття, фундаторка Прилуцько-Густинського, Ладанського, Лубенсько-Мгарського монастирів. Сестра Марії Амалії, Анни Могил. Мати Яреми Вишневецького.

## Біографія
Донька молдовського господаря Єремії Могили та Єлизавети Чомортань-Лозинської, найстарша з 6-ти його дітей, що дожили до повноліття.
Після вимушеної еміграції батька до Галичини її дитинство пройшло за межами Молдавії. Любов Шиян вказує на маєток батька в селі Устя поблизу Снятина, Польський біографічний словник вказує на теперішнє Устя-Зелене (нині Монастириський район), викуплене батьком в Остроругів.
25 травня 1603 вийшла заміж за старосту овруцького, канівського, черкаського, князя Михайла Вишневецького. Шлюб уклали в Сучаві..

Князь Михайло Вишневецький прожив недовге життя, помер близько 1616 року (його отруїв у Молдавії під час таїнства причастя підісланий православний чернець). Можливо, звідси виникла майбутня недовіра сина князя Єремії Вишневецького до православної церкви, яка виявилась потім у переході Яреми до католицького обряду. Раїна залишилась вдовою з малолітнім сином Єремією. За наказом короля Сигізмунда ІІІ Вази вдову князя Михайла Вишневецького Раїну, її малих дітей Ярему й Анну було засуджено до вигнання. Магнатам приписувалось з ними 
|  | «жодного спілкування не мати і в маєтностях своїх не переховувати, ради й помочі ні в чому не подавати». |

Після смерті чоловіка Михайла шляхтянка успадкувала «замок і мєсто Лубни, зо всємі футорами, яко теж і іншиє замки і мєста» (постанова Люблінського трибуналу).
Княгиня Раїна проживала з сином у волинських маєтностях у Вишневці, де був палац покійного князя Михайла.
Сина Єремію виховувала, наслідуючи традиції православної віри. Помираючи, нібито взяла клятву з Яреми дотримуватись батьківського обряду, не переходити в католицтво.
З цього приводу дослідник Юрій Рудницький зазначає:
|  | «Під час роботи над книжкою мені зустрічалися дві версії заповіту Яреминої матері на заснування Мгарського монастиря, де міститься так звана клятва Раїни, Яремі тоді було років сім. Там немає ні слова про сина. Заповіт адресований тим, хто зберігатиме православну віру в монастирі» |

Д-р Наталя Яковенко доводить: «історія про „материнську клятву“ виникла у час жорсткої суперечки православних з католиками, коли православні магнати переходили в католицизм. А чому переходили? Тому що в єзуїтів була „важка артилерія“ — освіта».
Після смерті матері Ярема отримав опіку стрийка князя Костянтина, який віддав племінника до єзуїтської колегії. Виховання та навчання мало свій вплив — з колегії Ярема вийшов прихильником католицизму. Одружившись із вихованкою єзуїтів Ґризельдою із Замойських, князь Ярема став учасником боротьби з православною вірою, українством, при цьому відзначався суворістю. 1648 року Ярему було вигнано з України.
Внук Раїни Могилянки, Міхал Корибут Вишневецький, 1669 року був обраний королем Польщі і правив до 1673 року. Польща за правління М. Корибута-Вишневецького воювала у 1672 році проти турків та козаків гетьмана Петра Дорошенка. Через поразку у війні поляки прогнали короля.
Раїна Вишневецька негативно ставилася до утисків польсько-шляхетським урядом православної церкви. Підтримувала православне духовенство, зокрема Ісаю Копинського, який виступав проти засилля римо-католицької та унійної церков в Україні.

## Діти
У шлюбі з Михайлом Вишневецьким народились:
- Ярема (Єремія) (1612—1651)
- Олександр (?—1629)
- Юрій (?—1629)
- Анна (?—1648) — перша дружина люблінського старости Збіґнєва Фірлея[11].

## Меценатство

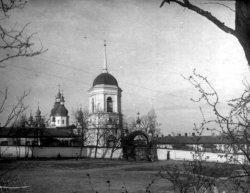
Ладанський монастир

Українські жінки в часи Люблінської унії Литви й України нарівні з чоловіками вели боротьбу проти польського впливу, добродійністю, засновували школи, монастирі, будували церкви, друкували православні книжки. Раїна Могилянка була одним із меценатів того часу.
1619 — Кирило Транквіліон-Ставровецький видав у Рохманові «Євангеліє учительноє», збірку своїх проповідей на неділю та свята. Окремі частини цієї праці присвятив Раїні Могилянці-Вишневецькій, в маєтку якої проживав, працював.

### Ладинський (Підгірський) монастир
- Докладніше: Ладанський монастир

1600 року монахи Київського Межигірського монастиря Іоасаф, Євфімій та Геннадій прийшли в Чернігівські землі, де зупинились на острові Густиня; було засновано Густинський Свято-Троїцький монастир. Євфімій — засновник Свято-Покровського монастиря поблизу річки Ладанки 6 серпня 1614 року; фундаторка — юна княгиня Раїна Могилянка (Вишневецька). 1735 року пожежа вщент зруйнувала монастир з його трьома храмами, дзвіницею, іншими спорудами. Після цієї трагедії обитель відновилась швидко, 13 квітня 1763 року відбулось освячення нового храму.

### Густинський Свято-Троїцький монастир
- Докладніше: Густинський  монастир

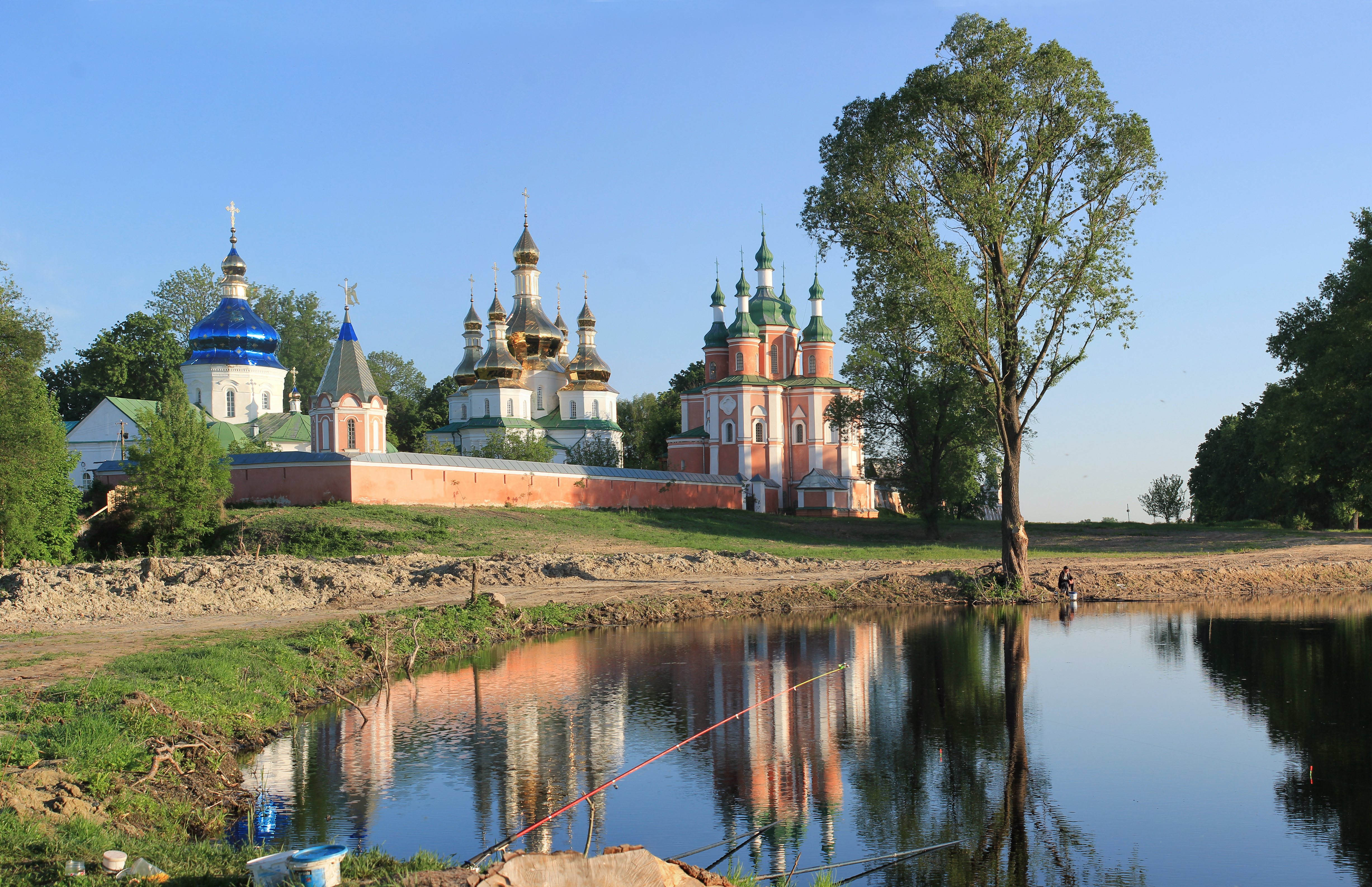
Густинський монастир

Густинський  монастир було засновано ченцем Йоасафом у 1600 році. Місцем для монастиря Йоасаф обрав землі князів Вишневецьких на одному із островів річки Удай. Через густі ліси, які покривали острів, він отримав назву Густиня. Звідси і назва заснованого монастиря — Густинський. Допомогу монахи спочатку отримали від місцевих жителів, які несли харчі, гроші, доставляли будівельні матеріали. Так виникла церква Пресвята Живоначальної Трійці (Троїцька церква). Допомагав Йосафові Ісая Копистинський, який виклопотав у Михайла Вишневецького острів. В 1615 році князі Раїна Вишневецька видала монастирю грамоту. Крім острова Густиня, монастир отримав навколишні ліси, луки та орні землі.

### Спасо-Преображенський Мгарський монастир
- Докладніше: Мгарський монастир

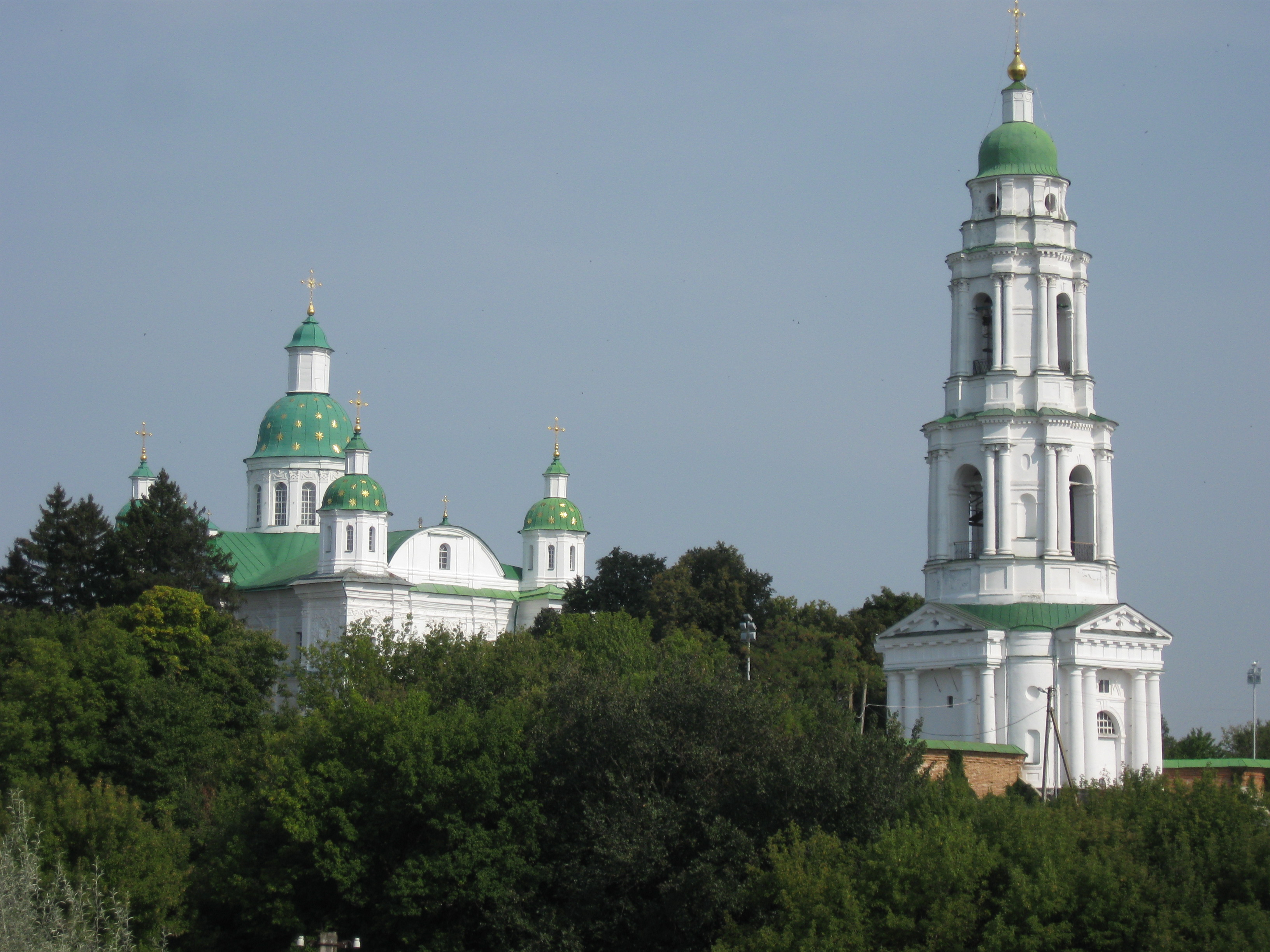
Мгарський монастир

Коштами Раїни Вишневецької видатним церковним діячем Ісаєю Копинським було засновано Мгарський Спасо-Преображенський монастир. Ісая Копинський був ігуменом Густинського монастиря, очолював Київське братство, брав участь у створенні Києво-Могилянської академії. Йому Раїна 18 січня 1619 р. довірила грамоту на заснування православного монастиря у Мгарському лісі за шість кілометрів від міста Лубни. У повісті «Близнюки» Т. Г. Шевченко повідомляє, що місце, де було споруджено монастир, Раїні вказали ангели. 1622 року в Лубнах Ісаєю Копинським було засновано церковне братство при храмі Пресвятої Трійці.
1636 року Ярема Вишневецький році видав акт Мгарському монастирю, що підтверджував його володіння вільшанськими землями. Історики пояснюють тим, що поблизу Мгарської обителі проживали православні діячі Петро Могила, Ісая Копинський. Можливо, мали силу заповідь матері та пам'ять предків.
У грамоті Ярема пише:
|  | «Я сам, пам'ятаючии взирая на горячее и благоговейное возношение к Богу молитв отцами-монахами греческой религии, которые живут в моем имении, Монастыре Мгарском, и дабы горячее возносили молитвы за моих предков, … отдал я им село Мгарь с доходами, мне принадлежащими, представляя им это для пользования на вечные времена» . |